# Kai Hansen
Kai Michael Hansen (Amburgo, 17 gennaio 1963) è un cantante e chitarrista tedesco, noto per aver fondato nel 1983 la power metal band Helloween ed in seguito i Gamma Ray (1989), dei quali è a tutt'oggi il leader.

## Carriera

### Gli inizi - Helloween
A 10 anni Kai Hansen ha sviluppato un interesse per la musica e ha iniziato a suonare i tamburi. Poiché i suoi genitori non erano troppo entusiasti del rumore, gli hanno comprato una chitarra acustica seguendo un corso di chitarra classica di sei mesi. Con alcuni compagni di scuola forma la sua prima band dopo aver comprato la sua prima chitarra elettrica, una Ibanez Les Paul bianca, il suo primo amplificatore e successivamente un pannello di distorsione."Sono cresciuto col metal old school, il glam rock e l’hard rock: UFO, Deep Purple, Sweet, Slade e poi la NWOBHM. Amo i Pink Floyd, qualunque cosa abbiano fatto mi piace".
La carriera musicale di Hansen inizia nel 1978 con i "Gentry", band nella quale incontra il chitarrista Piet Sielck con il quale fonderà molto più avanti nel tempo gli Iron Savior. Nel 1983 Kai Hansen e Michael Weikath creano gli Helloween,dove nei primi tempi è proprio Hansen a ricoprire il ruolo anche di cantante e chitarrista. Al termine del tour legato al primo disco Walls of Jericho (1985), tuttavia, risulta chiaro a Hansen e alla band che il ruolo da ricoprire è troppo gravoso, per cui gli Helloween si mettono alla ricerca di un nuovo cantante. Viene scelto Michael Kiske, con i quali la band produrrà le due pietre miliari del genere power metal:Keeper of the Seven Keys part I e II. Hansen compone gran parte dei brani, ma durante il tour 1988-89 a supporto degli album Hansen chiese alla band di prendersi una breve pausa dalle esibizioni dal vivo, ma dato che la band stava appena iniziando a prendere slancio, gli altri membri decisero che non era il momento di fermarsi. Esausto dal lungo tour, si aggiunsero controversie riguardo la loro direzione musicale, le future uscite, altri lunghi tour e altri argomenti, così Hansen lasciò la band; "In quel periodo ero molto stanco ed ho vissuto la mia fuoriuscita dagli Helloween come una liberazione. Non era solo voler uscire dalla band, era una cosa generale relativa a tutto ciò che stava accadendo: Cattiva gestione, persone che ci dicevano cosa fare, discussioni interne senza fine. Non avevo più intenzione di imbarcarmi in grossi tour e volevo soltanto scrivere un disco solista senza troppe pretese".

### Gamma Ray e Iron Savior
Nel 1989 fonda i Gamma Ray dei quali è tuttora leader e produttore. Inizialmente il suo ruolo è quello di compositore e chitarrista, ma, nel 1995, in seguito alla fuoriuscita dalla band del frontman Ralf Scheepers,ritorna nel ruolo che ha lanciato la sua carriera, ovvero cantante/chitarrista
Nel 1997 Hansen fonda gli Iron Savior con l'amico e collega Piet Sielck, ma abbandona il progetto nel 2001 dopo 3 album e i relativi tour per concentrare i suoi sforzi solo sui Gamma Ray.

### Partecipazioni
Hansen ha partecipato come ospite ad un gran numero di progetti;
È apparso come cantante negli album dei Blind Guardian, Follow the Blind (1988) e Tales from the Twilight World (1990).
Nel 1993 collabora all'album d'esordio degli Angra, Angels Cry, dove suona l'assolo di chitarra nella canzone Never Understand.Con gli Angra tornerà a collaborare nel 2004 nel disco Temple of Shadows (sul brano The Temple of Hate), ma questa volta nella veste di cantante.
Nel 1996 partecipa come chitarrista-ospite nel primo album solista di Michael Kiske, Instant Clarity.Con gli HammerFall pubblica una cover di I Want Out,forse il brano più celebre scritto da Hansen stesso per gli Helloween, pubblicato su Keeper of the Seven Keys - part II.

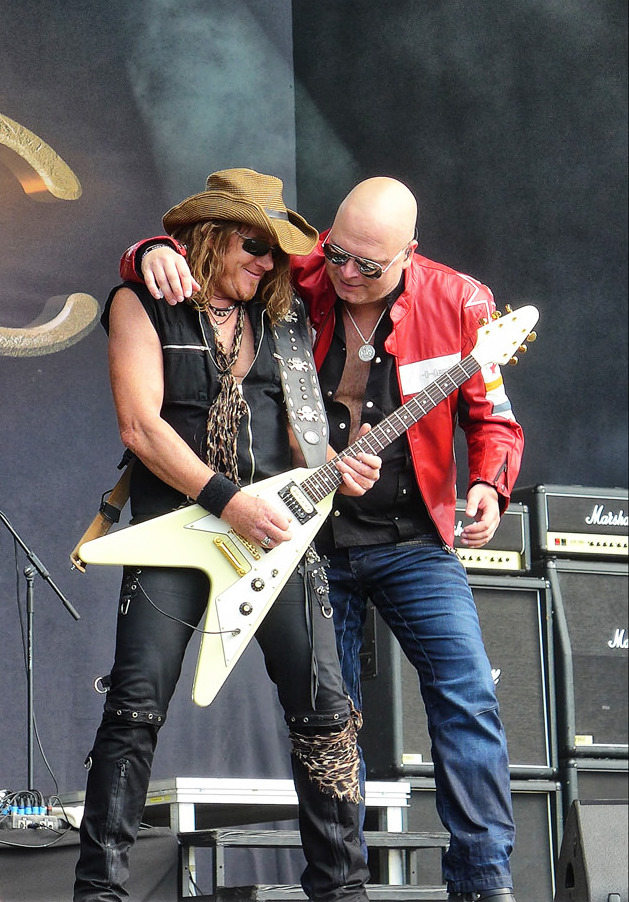
Kai Hansen e Michael Kiske con gli Unisonic dal vivo al RockFest di Barcelona nel 2016.

Nel 2001 interpreta il ruolo di "Regrin il nano" nei primi due dischi degli Avantasia,The Metal Opera part I e II, di Tobias Sammet.Appare anche nel terzo disco degli Avantasia The Scarecrow, come ospite sul brano Shelter from the Rain. Nel 2010 gli Avantasia vanno in tour avendo tra gli ospiti Kai Hansen e Michael Kiske, questo evento porterà entrambi a suonare dal vivo dopo più di vent'anni. Al termine di questo tour Michael Kiske annuncia tramite il sito ufficiale che Hansen si unirà alla sua nuova band Unisonic:"Abbiamo immediatamente sentito di nuovo la magia degli anni condivisi negli Helloween e ci siamo divertiti molto insieme, dentro e fuori dal palco".
Nel 2005 è ospite in tour come cantante con la speed metal band tedesca StormWarrior, dove in scaletta sono presenti molti brani tratti dal disco di debutto degli Helloween Walls of Jericho (album dichiaratamente preferito, nonché la più grande influenza degli StormWarrior). Nel 2007 la collaborazione con i suoi concittadini amburghesi continua nello Stormwarrior featuring Kai Hansen al Magic Circle Festival di Bad Arolsen e al Wacken Open Air Festival, per concludersi nel 2008 allo Sweden Rock Festival.
Nel 2011, durante lo show dell'11 aprile ad Aschaffenburg dei Gamma Ray, a causa di seri problemi alla voce, Hansen chiede l'aiuto di alcuni illustri colleghi per rimpiazzarlo, tra questi Tobias Sammet, Fabio Lione e Frank Beck.
Nel 2015,dopo il Best of the Best Party Tour dei Gamma Ray, Hansen ingaggia proprio Frank Beck come nuovo cantante della band e ritorna al solo ruolo di chitarrista.
Il 16 settembre 2016 viene pubblicato tramite earMUSIC il suo primo album da solista intitolato XXX - Three Decades in Metal, disco celebrativo che vede alternarsi tantissimi ospiti, musicisti e cantanti, che negli anni hanno condiviso band, progetti e musica con Hansen. Nello stesso anno Kai si esibisce al Wacken Open Air come solista. Sul palco con lui sono presenti alcuni ospiti d'eccezione e una scaletta che include brani estratti dal disco e molti classici scritti con gli Helloween. Dall'evento viene tratto anche il DVD Thank You Wacken Live. Nel 2017 Kai partecipa con la band Ravenclaw a 4 spettacoli in Slovacchia e Repubblica Ceca: Ravenclaw 15-Years Anniversary - Ravenclaw feat. Kai Hansen.

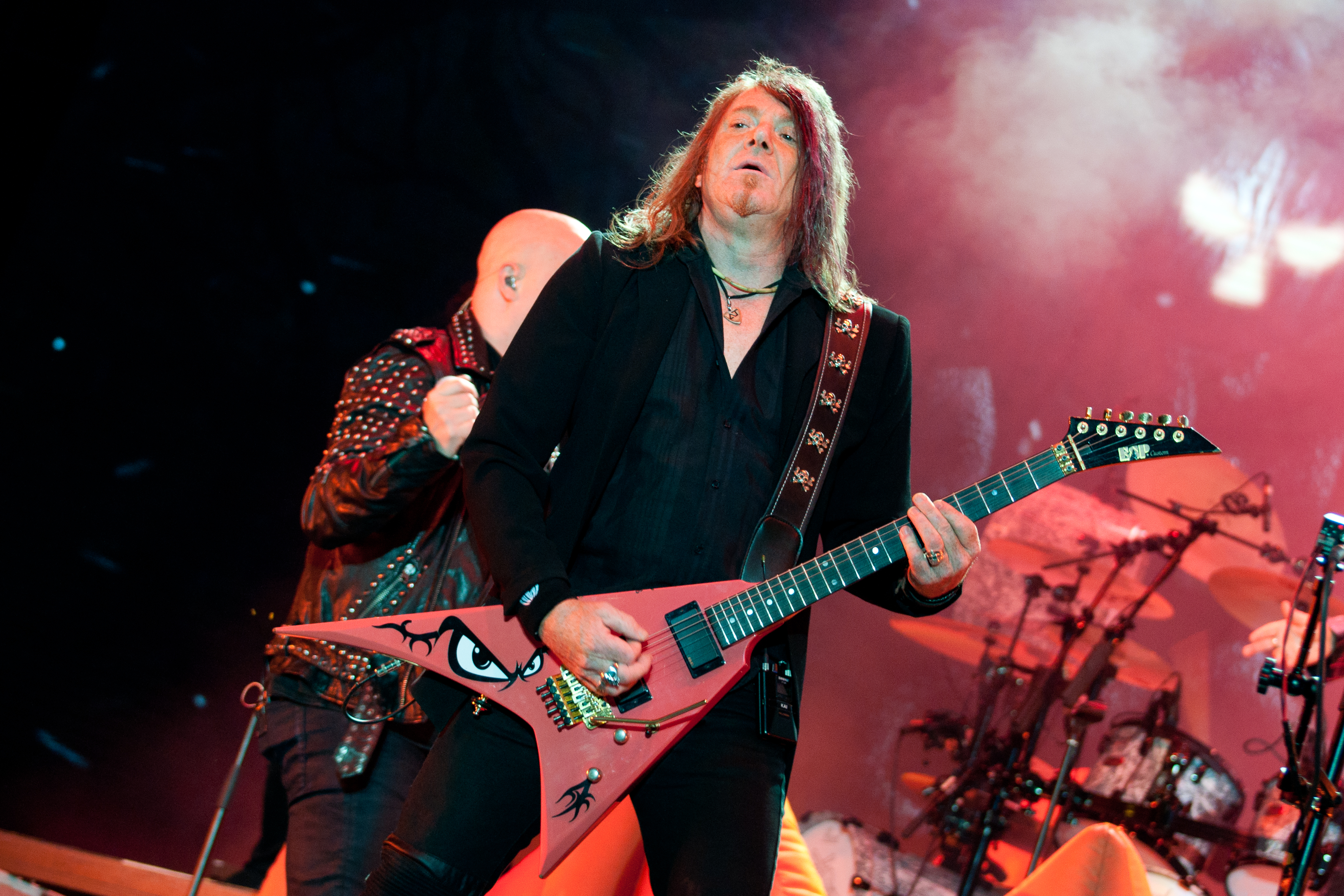
Kai Hansen dal vivo con gli Helloween al Masters of Rock in Repubblica Ceca nel 2018.

### Ritorno con gli Helloween
Il 14 novembre 2016 viene annunciato il Pumpkins United World Tour - il tour mondiale della reunion degli Helloween. Entrambi i membri originali Michael Kiske e Kai Hansen, infatti, si uniscono ai membri attuali in una formazione allargata a 7 elementi. Nel 2019 viene pubblicato il DVD United Alive tratto da 4 concerti mastodontici tenuti dagli Helloween durante il 2018, tra cui l'esibizione al Wacken.
Michael Kiske dichiara che dietro la reunion c'è una forte spinta proprio di Hansen: "Negli ultimi anni i ragazzi degli Helloween stavano mandando dei segnali molto chiari, dichiarando in più occasioni che avrebbero voluto fare una reunion con me e Kai. Inizialmente ero un po’ confuso, ma quando dopo un grande show con gli Unisonic in Spagna nel 2014 Kai mi disse che se non faremo più niente con gli Helloween saremo dei completi idioti, mi convinsi. Kai si è dato veramente da fare perché le cose riuscissero come si deve, ha giostrato tutto nei modi e nei tempi adeguati".
Il 27 agosto 2020 i Gamma Ray si esibiscono in streaming (a causa delle misure restrittive per il covid-19) per celebrare i 30 anni di carriera. Alla voce c'è anche Ralf Scheepers accompagnato da Frank Beck.
Il 18 giugno 2021 Kai Hansen con gli Helloween pubblica l'album Helloween dove risulta essere l'autore della suite di 12 minuti Skyfall.

## Stile canoro
Durante i suoi primi anni di carriera, lo stile di canto di Hansen ricordava molti cantanti della scena thrash metal.Piuttosto che usare una timbrica fluida e cristallina (come il suo successore Michael Kiske) Hansen cantava con un suono rauco, interrotto da urla acute per creare un effetto drammatico. Kiske venne reclutato dagli Helloween perché Hansen aveva problemi a cantare e suonare la chitarra contemporaneamente, anche se la storia della sua carriera dimostra come abbia superato questa difficoltà col tempo, divenendo anzi un'icona per moltissimi fan.
A partire dal 1995 in poi, Hansen è diventato il cantante della sua band Gamma Ray.Proprio in quel periodo il suo stile vocale diviene più melodico e leggermente più chiaro, sicuramente più adatto ai canoni del power metal, pur conservando il timbro graffiato che lo contraddistingue.

## Chitarre e attrezzature
Nella sua autobiografia, sul sito web dei Gamma Ray,Kai Hansen afferma che la sua prima chitarra elettrica era una copia bianca della Ibanez Les Paul.
Prima degli Helloween si esibiva con una chitarra Ibanez bianca e una Gibson Les Paul, dopo aver usato i suoi risparmi per un amplificatore Marshall consegnando giornali. Durante i primi anni '90 Hansen utilizzava chitarre Stratocaster. Nel recente tour con i Gamma Ray ha usato anche una Korina Epiphone Flying V con pickup EMG.
Oggi, da oltre 20 anni, Hansen suona chitarre ESP. Ha iniziato a usarle durante i suoi lavori con gli Helloween dopo aver ascoltato le dichiarazioni di artisti come George Lynch e Kirk Hammett dei Metallica. Tendenzialmente si esibisce con chitarre ESP Custom rosse e rosa basate sul modello Randy Rhoads di Jackson e due modelli V personalizzati basati sulla classica forma Gibson Flying V.
Hansen ha usato, ed usa ancora, amplificatori Engl sin dalle sessioni di registrazione di Keeper of the Seven Keys:Part II.

## Discografia

### Helloween

#### Album in studio
- 1986 – Walls of Jericho
- 1987 – Keeper of the Seven Keys - Part I
- 1988 – Keeper of the Seven Keys - Part II
- 2021 – Helloween

#### Album dal vivo
- 1989 – Live in the U.K.
- 2019 – United Alive

#### Raccolte
- 1991 – The Best, the Rest, the Rare

#### EP
- 1985 – Helloween

#### Singoli
- 2017 – Pumpkins United

### Iron Savior

#### Album in studio
- 1997 – Iron Savior
- 1998 – Unification
- 2001 – Dark Assault

#### EP
- 1998 – Coming Home
- 1999 – Interlude
- 2000 – I've Been to Hell

### Gamma Ray
- 1990 – Heading for Tomorrow
- 1991 – Sigh No More
- 1993 – Insanity and Genius
- 1995 – Land of the Free
- 1997 – Somewhere Out in Space
- 1999 – Powerplant
- 2001 – No World Order
- 2005 – Majestic
- 2007 – Land of the Free II
- 2010 – To the Metal
- 2014 – Empire of the Undead

#### Album dal vivo
- 1996 – Alive '95
- 2003 – Skeletons in the Closet
- 2008 – Hell Yeah !!! The Awesome Four - Live in Montreal
- 2012 – Skeletons & Majesties Live
- 2015 – Heading for the East
- 2016 – Lust for Live
- 2021 - 30 Years Live Anniversary

#### Raccolte
- 1997 – The Karaoke Album
- 2000 – Blast from the Past
- 2010 – Alright! 20 Years of Universe
- 2015 – The Best (Of)

#### EP
- 1990 – Heaven Can Wait
- 1995 – Silent Miracles
- 1997 – Valley of the Kings
- 2011 – Skeletons & Majesties
- 2013 – Master of Confusion

### Unisonic

#### Album in studio
- 2012 – Unisonic
- 2014 – Light of Dawn

#### EP
- 2012 – Ignition
- 2014 – For the Kingdom

#### Album dal vivo
- 2017 – Live in Wacken

### Emerald Rage

#### Album in studio
- 2021 – High King
- 2023 – Valkyrie

### Solista
- 2016 – XXX - Three Decades in Metal

#### Album dal vivo
- 2017 – Thank You Wacken Live

### Collaborazioni
- Angra:
  - Angels Cry – Assolo di chitarra su Never understand
  - Temple of Shadows – Voce su The temple of hate
- Blind Guardian:
  - Follow the Blind – Voce su Valhalla
  - Tales from the Twilight World – Voce su Lost in the twilight hall, acuto su Goodbye my friend,e assolo di chitarra su The last candle
  - Somewhere Far Beyond – Chitarra solista su The quest for Tanelorn
- Tobias Sammet's Avantasia:
  - The Metal Opera - Part I – Nella parte di "Regrin the dwarf" ha una parte vocale in Inside e in Sign of the cross
  - The Metal Opera - Part II – Nella stessa parte del capitolo precedente ha una parte vocale in The seven angels e in Chalice of agony
- Hammerfall:
  - Voce su I want out
  - Voce secondaria su Man on the silver mountain
- Stormwarrior:
  - Stormwarrior - Voce e chitarra su Chains of slavery e su Heavy metal (Is the law)
  - Northern Rage - Voce secondaria su Heroic death e assolo di chitarra su Welcome thy rite